# Givaudan
Pour les articles homonymes, voir Givaudan (homonymie).
Givaudan (prononcé : [ʒivodɑ̃]) est un fabricant suisse d’arômes, de parfums et d’ingrédients actifs cosmétiques. 
En 2024, le groupe a réalisé un chiffre d’affaires de 7,4 milliards de francs suisses[réf. nécessaire]. Givaudan compte parmi les 30 plus grandes entreprises de Suisse en matière de capitalisation boursière et fait partie du Swiss Market Index avec une cotation primaire au SIX Swiss Exchange.
L'entreprise Givaudan est connue pour la catastrophe de Seveso et celle du talc Morhange, responsable de dizaines de morts.
Les principaux concurrents sont Firmenich, International Flavours and Fragrances et Symrise.

## Histoire
Givaudan est fondée en 1895, à Zurich, par Léon et Xavier Givaudan, mais ses racines remontent à 1768 et aux parfumeries établies à Grasse, en France,,.
En 1898, Givaudan se déplace à Genève et construit une usine à Vernier,,.
En 1946, Givaudan ouvre une école de parfumerie, qui, depuis, forme le tiers des parfumeurs dans le monde. En 1948, l'entreprise a racheté Ersolko SA, qui a permis à Givaudan d'effectuer une transition vers l'industrie des arômes. En 1963, Givaudan a été acquise par Roche et en 1964 ce dernier a acquis Roure-Bertrand, fondé à Grasse en 1820, un des concurrents de Givaudan. En 1937, Roure avait créé le premier parfum de designer : Shocking pour Schiaparelli,.
Le siège pour la branche américaine parfumerie aux États-Unis, à Teaneck, New Jersey, a été construit en 1972 par Der Scutt, architecte de la tour One Astor Plaza. L'entreprise a ensuite déménagé a East Hanover, NJ.

### Givaudan-Roure
En 1991, Givaudan et Roure ont fusionné pour former Givaudan-Roure. Givaudan est alors le plus grand producteur suisse de bases synthétiques pour l’industrie du parfum.
En 1991, la société a fait l'acquisition de Fritzsche, Dodge et Olcott. En 1997, elle rachète Tastemaker basée à Cincinnati[réf. souhaitée].

### Les années 2000
En 2000, Givaudan-Roure, se sépare de Hoffmann-La Roche, redevient Givaudan et intègre la Bourse suisse (code GIVN.VX) ; le groupe fait partie du Swiss Market Index.
En 2002, Givaudan fait l'acquisition de FIS, une division de Nestlé spécialisée dans les arômes, et Nestlé reçoit une participation de 10 % dans l’entreprise. L'année suivante, Givaudan a acheté l'entreprise d'arômes de fromage IBF, une entreprise américaine de technologies de fermentation. En 2004, la société a élargi ses activités en Chine, où elle était présente depuis les années 1990.
Le 22 novembre 2006, Givaudan a annoncé l'acquisition de Quest International pour le 1er trimestre 2007,. Le montant de la transaction a été fixé à 1,2 milliard de livres, soit quelque 1,8 milliard d'euros (et 2,8 milliards de francs suisses). Le 21 février 2007, l' UE a approuvé la fusion de Givaudan et Quest, réglant le dernier obstacle réglementaire à la fusion après que les autorités des États-Unis l’aient approuvé plus tôt dans le mois. La fusion a été conclue le 2 mars 2007. Cette acquisition a fait de Givaudan le leader mondial dans la parfumerie fine ainsi que la parfumerie fonctionnelle; elle était déjà leader dans les arômes et l'acquisition de Quest International a renforcé sa position. L'acquisition de Quest a permis d'augmenter les ventes de 42 %, passant de 2 909 millions CHF en 2006 à 4 132 millions CHF en 2007.
Antoine Chiris est le premier à faire de la production artisanale de substances aromatiques, initialement conçue pour neutraliser les odeurs dégagées par le tannage dans l’industrie de la ganterie, une activité d’envergure industrielle. Chiris est achetée en 1966 par UOP Fragrances, elle-même vendue ultérieurement à Naarden[réf. souhaitée]. Cette dernière est ensuite acquise par Unilever, qui la fusionne en 1987 avec PPF (Proprietary Perfumes and Flavours) pour en faire Quest, rachetée par Givaudan à la société Imperial Chemical Industries (ICI) en 2007[réf. souhaitée].
En 2013, Nestlé vend sa participation de 10 % dans Givaudan pour 1,08 milliard de francs suisse. En 2014, la société a atteint environ 4,6 milliards de dollars de revenu. Cette année-là, la société a effectué sa première acquisition depuis Quest, en achetant Soliance et d’Induchem pour créer Active Beauty. Givaudan a également lancé sa solution d’arôme TasteSolutions Richness. En 2013, Givaudan crée la Fondation Givaudan, une organisation à but non lucratif qui vient en aide aux communautés dans lesquelles Givaudan est active. En 2016, la Fondation Givaudan lève des fonds à hauteur de 579 000 de francs suisses
En 2016, la société rachète Spicetec Flavors and Seasonings à ConAgra Foods ; en 2017, Activ International et Vika B.V. sont intégrées à Givaudan, ce qui permet au groupe d’étendre ses capacités dans le domaine des solutions intégrées et de consolider son portefeuille d’arômes naturels, d’ingrédients laitiers, de mélanges pour assaisonnements, d’extraits et d’épices.
En mars 2018, Givaudan annonce l'acquisition de Naturex, entreprise française ayant 1 700 employés spécialisée dans les ingrédients d'origines végétales, pour 1,3 milliard d'euros, après avoir acquis une participation minoritaire dans ce dernier pour 522 millions d'euros. En juin 2018, Givaudan reçoit le feu vert de l'AMF sur son projet d'offre publique d'achat sur le solde du capital de Naturex. En juin de la même année, le groupe annonce l'acquisition de la PME française Expressions Parfumées, maison française de création de parfums installée à Grasse. Le montant de la transaction n'est pas dévoilé.
En 2024, elle emploie plus de 16 942 personnes[réf. souhaitée] sur plus de 162 sites[réf. souhaitée] . La société est depuis 2007 la plus grande entreprise mondiale du secteur des arômes et de la parfumerie.
Givaudan fait partie des sept membres réguliers de l'Association internationale du parfum (IFRA).

## Produits
Les parfums et les arômes de la société sont développés pour les fabricants d'aliments et de boissons, et également utilisés dans les produits ménagers et de lessive, d’hygiène et dans la parfumerie fine. Les parfums et arômes de Givaudan sont généralement fabriqués sur mesure et vendus en vertu de conventions de confidentialité. Givaudan utilise ScentTrek, une technologie qui capture la composition chimique de l'odeur des plantes vivantes. La société est présente en Europe, Afrique, Moyen-Orient, Amérique du Nord, Amérique Latine et Asie Pacifique. En 2023, Givaudan a atteint un revenu de 6,9 milliards CHF. C'est l'une des 30 plus grandes sociétés cotées en Suisse pour la capitalisation boursière[réf. souhaitée].

## Controverses

### Talc Morhange
En 1972, la société Givaudan est mise en cause dans l'affaire du talc Morhange, qui tua 36 bébés et en intoxiqua plus d'une centaine. Les responsables condamnés ont été amnistiés en 1980.

### Seveso
En 1976, au sein de l'usine chimique Icmesa (propriété de la société Givaudan),, située à proximité de la petite ville de Seveso, un nuage toxique contenant plusieurs produits mal identifiés sur le moment s'échappe d'un réacteur. C'est seulement au bout de quatre jours, quand apparurent les premiers cas de chloracné, que les laboratoires Hoffmann-Laroche identifièrent l'agent responsable, le 2,3,7,8-TCDD, produit plus connu sous le nom de dioxine de Seveso. C'est la catastrophe de Seveso. Le directeur général de Givaudan dut reconnaître qu'aucun plan d'urgence n'avait été prévu pour gérer cet événement, ce qui enclencha la rédaction des directives Seveso par l'Union européenne, afin de surveiller ce genre de sites et d'obliger les industriels à prendre des mesures de prévention de ces risques.

## Actionnaires
Liste des principaux actionnaires au 31 décembre 2023,.
| William H Gates III and Melinda French Gates | 13,86% |
| BlackRock, Inc.                              | 5,05%  |
| Haldor Foundation                            | 4,96%  |
| UBS Fund Management AG                       | 3,12%  |